# Struthisca myriopleura
Struthisca myriopleura is een vlinder van de familie van de zakjesdragers (Psychidae). De wetenschappelijke naam van deze soort is voor het eerst voorgesteld als Ctenocompa myriopleura door Edward Meyrick in een publicatie uit 1931.
De soort komt voor in Kameroen.